# Кэ малая
ヶ — знак, используемый в японском языке. Представляет собой скорописный вариант иероглифа 個　(个). Используется в основном в счётных суффиксах и в географических названиях. Произносится как «ка», «га» или «ко». Также может записываться большой буквой «кэ»: ケ.
Соответствующий знак хираганы, ゖ, также существует, однако применяется крайне редко.

## Использование
- Вместо счётных суффиксов 箇 и 個, в этих случаях произносится как «ка» либо «ко»[1]:
  - Например:

3ヶ (санко, «3 штуки»)
4ヶ所 (ёнкасё, «4 места»)
5ヶ条 (гокадзё:, «5 статей»)
6ヶ月 (роккагэцу, «6 месяцев»)
- В топонимах обычно используется в качестве замены частицы «га», выражающей в этих случаях притяжательный падеж:
  - Например:

関ケ原 (Сэкигахара, «поля заставы»)
市ヶ谷 (Итигая, «долина города»)
鳩ヶ谷 (Хатогая, «долина голубей»)
茅ヶ崎 (Тигасаки, «мыс императы»)
つつじヶ丘 (Цуцудзигаока, «холм рододендрона»)
八ヶ岳 (Яцугадакэ, «горы восьми»)
鎌ケ谷 (Камагая, «долина серпа»)
  - Однако существуют названия, в которых ヶ читается не как «га» (например районы Куменана: 上二ケ («Каминика»),下二ケ («Симоника»).

Многие топонимы, содержащие знак ヶ, могут записываться по-разному. Так, квартал Касумигасэки записывается как 霞が関, а находящаяся в нём станция метро — 霞ケ関; квартал Дзосигая — как 雑司が谷, находящееся в нём кладбище — 雑司ヶ谷, остановка — 雑司ケ谷, а средняя школа — 雑司谷. В официальных документах принято в использовать большую «кэ» (ケ) вместо маленькой (ヶ).
- Для записи окончания «ккэ», встречающегося в диалектах японского языка, может применяться ヶ или ゖ.
- В тех случаях, когда ヶ читается как «ка», вместо неё может писаться маленькая «ка» — ヵ (4ヵ所, 5ヵ条, 6ヵ月).
- В китайском языке существует упрощённый иероглиф 个, который используется как счётный суффикс для предметов аналогично японским иероглифам 箇 и 個.